# Melanotus tamsuyensis
Melanotus tamsuyensis is een keversoort uit de familie kniptorren (Elateridae). De wetenschappelijke naam van de soort is voor het eerst geldig gepubliceerd in 1866 door Bates.